# Stefano Bianchini
Stefano Bianchini (ur. 13 maja 1970 w Pawii) – włoski matematyk, od 2007 profesor Scuola Internazionale Superiore di Studi Avanzati (SISSA). Zajmuje się równaniami różniczkowymi cząstkowymi.

## Życiorys
Studia na Politechnice Mediolańskiej ukończył w 1995. Stopień doktora uzyskał w 2000 w SISSA, promotorem doktoratu był Alberto Bressan.
Swoje prace publikował m.in. w „Archive for Rational Mechanics and Analysis”, „Communications on Pure and Applied Mathematics” i „Communications in Mathematical Physics” oraz najbardziej prestiżowych czasopismach matematycznych świata: „Annals of Mathematics” i „Inventiones Mathematicae”.
W 2006 roku wygłosił wykład sekcyjny na Międzynarodowym Kongresie Matematyków w Madrycie, a w 2019 na konferencji Dynamics, Equations and Applications (DEA 2019). Laureat Nagrody EMS z 2004, w 2009 zdobył prestiżowy ERC Starting Grant.